# Colentina AC București
Il Colentina AC București è stata una squadra di calcio rumena fondata nel 1909 e attiva fino al 1947, anno in cui si è sciolta. Protagonista delle prime edizioni del campionato di calcio rumeno insieme all'Olympia Bucarest, ha vinto la quarta e la quinta edizione del torneo.

## Storia
Il club è stato fondato nel 1909 ed era composto prevalentemente da lavoratori della fabbrica tessile Colentina, la maggior parte stranieri più qualche rumeno. Il primo presidente del club fu Mastejan, direttore della fabbrica..
Partecipò al campionato fin dalla prima edizione e la prima vittoria del trofeo avvenne nella stagione 1912-1913 quando vinse tutti e quattro gli incontri segnando venti reti e non subendone nessuna e si confermò l'anno successivo, un torneo dove si disputarono solo due incontri. Nel 1915 alcuni giocatori dell'Olympia passarono al rugby mentre altri si trasferirono al Colentina che però perse parte dei propri giocatori stranieri a causa della prima guerra mondiale.

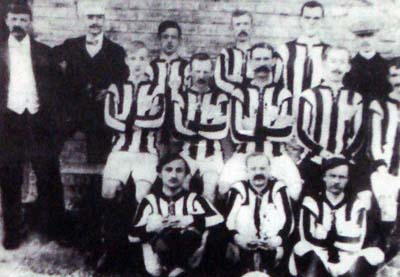
La squadra campione del 1913-14

I tornei successivi non videro brillare la squadra.
Dopo la guerra e la riforma dei campionati il Colentina venne ammesso al girone di Bucarest che non vinse mai e non approdò quindi alle finali nazionali. Con la successiva riforma e l'istituzione del campionato a girone unico, rimase sempre nei gironi provinciali. Dopo un'apparizione della Divizia C nella stagione 1946-1947 si sciolse.

## Palmarès

### Competizioni nazionali
- Campionato rumeno: 2

1912-1913, 1913-1914

### Altri piazzamenti
- Campionato rumeno:

Secondo posto: 1909-1910, 1911-1912
Terzo posto: 1910-1911, 1914-1915

## Stadio
Il club disputò gli incontri interni nello stadionul Bolta Rece, impianto condiviso con altre squadre situato nei pressi di piazza della Vittoria e in seguito demolito. Oggi sul terreno dove sorgeva l'impianto ci sono gli uffici della BRD-Groupe Societe Generale.
Disputò incontri anche in un impianto presso la fabbrica Colentina